# Calle Chambers (línea de la Séptima Avenida–Broadway)
La Calle Chambers es una estación en la línea de la Séptima Avenida-Broadway del Metro de Nueva York de la A del Interborough Rapid Transit Company. La estación se encuentra localizada en el Financial District, Manhattan entre la Calle Chambers y West Broadway en el Bajo Manhattan. La estación es utilizada las 24 horas por los trenes del servicio  ,  y (excepto durante la madrugada) por el servicio .
Como parte de las renovaciones de 2007–2009, se instalaron elevadores para ser accesible para personas minusválida.

## Atracciones cercanas
- World Financial Center
- Battery Park
- Sitio del World Trade Center
- Borough of Manhattan Community College
- Stuyvesant High School